# Kita laevis
Kita laevis là một loài thực vật có hoa trong họ Ô rô. Loài này được (Nees) A. Chev. mô tả khoa học đầu tiên năm 1950.